# Mesochorus zygaenae
Mesochorus zygaenae är en stekelart som beskrevs av Schwenke 1999. Mesochorus zygaenae ingår i släktet Mesochorus och familjen brokparasitsteklar. Inga underarter finns listade i Catalogue of Life.